# ليكس همفريز
ليكس همفريز (بالإنجليزية: Lex Humphries)‏ هو عازف جاز أمريكي، ولد في 22 أغسطس 1936 في Rockaway, Queens ‏ في الولايات المتحدة، وتوفي في 11 يوليو 1994 في نيويورك في الولايات المتحدة.

## وصلات خارجية
- ليكس همفريز على موقع IMDb (الإنجليزية)
- ليكس همفريز على موقع ميوزك برينز (الإنجليزية)
- ليكس همفريز على موقع أول ميوزيك (الإنجليزية)
- ليكس همفريز على موقع ديسكوغز (الإنجليزية)